# Sisto Diuzioli
Sisto Diuzioli (Cremona, ... – 1577) è stato un vescovo cattolico italiano.

## Biografia
Nacque a Cremona, sede vescovile. È riportato come fine teologo e predicatore.
Il 2 giugno 1572 papa Gregorio XIII lo nominò vescovo di Carinola. Ricevette la consacrazione episcopale il 7 settembre seguente nella Cappella Sistina a Roma dalle mani del vescovo Cornelio Musso, vescovo di Bitonto, co-consacranti i vescovi Umberto Locati, vescovo di Bagnoregio, e Lelio Giordano, vescovo di Acerno (poi arcivescovo).
Morì nel 1577 e fu sepolto nella cattedrale di Carinola.

## Genealogia episcopale
La genealogia episcopale è:
- Vescovo Cornelio Musso, O.F.M.Conv.
- Vescovo Sisto Diuzioli, C.R.L.